# Operophtera grisearia
Operophtera grisearia là một loài bướm đêm trong họ Geometridae.